# HC Tábor
Der HC Tábor ist ein tschechischer Eishockeyverein aus Tábor, der 1921 als Dělnický sportovní klub Tábor gegründet wurde und seit 2012 an der drittklassigen 2. národní hokejová liga teilnimmt. Die Heimspiele des Vereins werden im 4.992 Zuschauer fassenden Zimní stadion Tábor ausgetragen.

## Geschichte

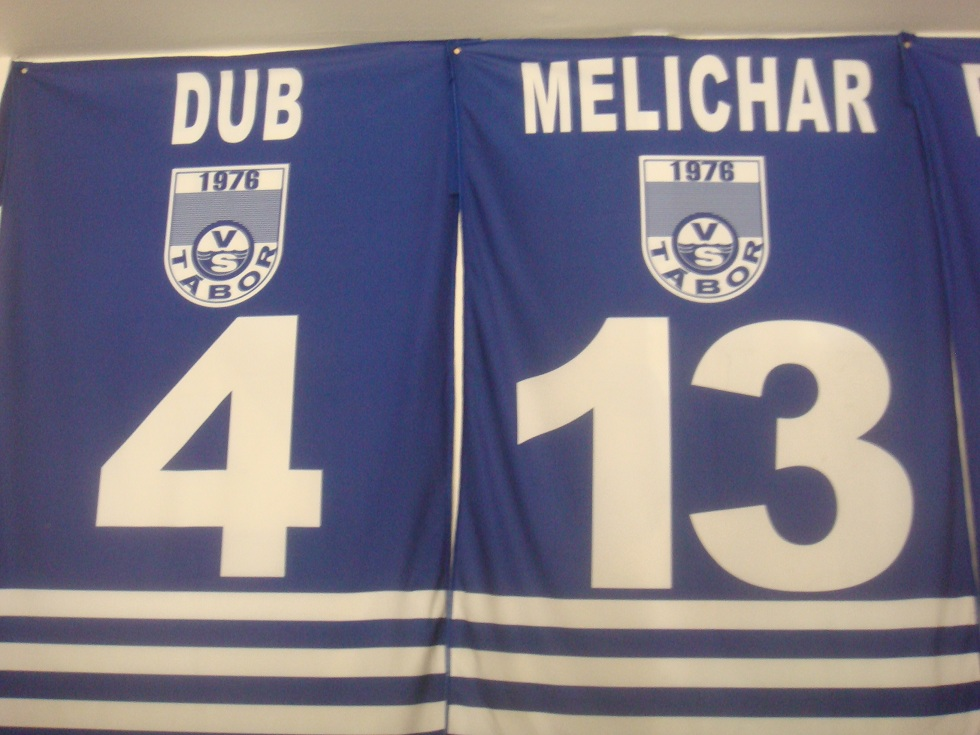
Trikot des Vereins von 1976

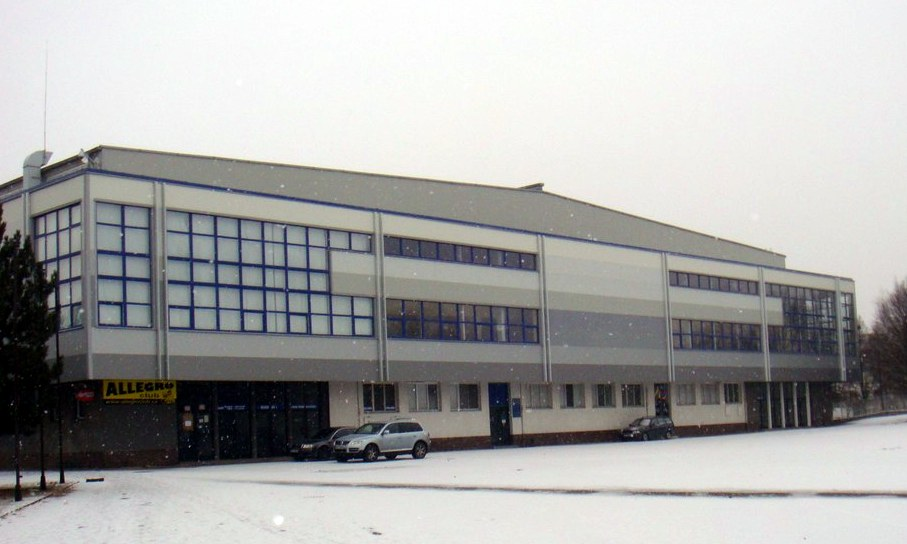
Zimní stadion Tábor

Der erste Eishockeyclub in Tábor wurde 1921 als Arbeitersportverein (tschechisch Dělnický sportovní klub Tábor) gegründet. Dieser trug seine Heimspiele auf dem im Winter zugefrorenen Stausee Jordán aus. Nach dem Zweiten Krieg gehörte der Verein zwischen 1945 und 1947 der ersten Spielklasse an – das Ligaspiel des HC Tábor gegen den I. ČLTK Prag, welches mit 2:7 endete, war das erste offizielle Spiel in der Tschechoslowakei nach dem Weltkrieg. In den 1970er Jahren agierte der Verein unter dem Namen TJ VS Tábor als Ausbildungsverein für den Armeesportverein ASD Dukla Jihlava. Bis zum Anfang der 1990er Jahre gehörte die Herrenmannschaft des Vereins der dritten Spielklasse an.
In der Saison 1992/93 stieg der Verein nach der Fusion mit der VTJ Tábor aus der dritten tschechoslowakischen Spielklasse in die neue zweite, rein tschechische Spielklasse auf und konnte sich bis 1995 in dieser halten. In den folgenden Jahren nahm die Herrenmannschaft regelmäßig an den Play-offs der 2. Liga teil, schaffte aber nie den Aufstieg in die 1. Liga.
In der Saison 2008/09 gewann der HC Tábor die Hauptrunde der regionalen Staffel der dritten Spielklasse und setzte sich auch in den Play-offs durch, so dass der Verein an der 1. Liga-Relegation teilnehmen durfte. In dieser belegte dieser den zweiten Platz und stieg somit erneut in die 1. Liga auf.
Im Mai 2011 wurde gegen die Betreibergesellschaft der Profimannschaft ein Insolvenzverfahren eröffnet, welches zum Rückzug der Mannschaft in die (regionale) Kreisliga führte. Aus dieser stieg der Verein 2012 wieder in die 2. národní hokejová liga auf.

## Saisonstatistik seit 1993
| Saison               | Hauptrunde      | Torverh. | Punkte | Play-offs     | Anmerkungen                                                 |
| -------------------- | --------------- | -------- | ------ | ------------- | ----------------------------------------------------------- |
| 1. liga 1993/94      | 14. Platz       | 107:149  | 24     | -             | Klassenerhalt in der Relegation                             |
| 1. liga 1994/95      | 14. Platz       | 108:166  | 22     | -             | 6. Platz in der Relegation, Abstieg                         |
| 2. liga 1995/96      | 3. Platz        | 154:94   | 44     | -             |                                                             |
| 2. liga 1996/97      | 11. Platz       | 95:121   | 26     | -             |                                                             |
| 2. liga 1997/98      | 9. Platz        | 106:114  | 27     | -             |                                                             |
| 2. liga 1998/99      | 2. Platz        | 139:92   | 46     | Viertelfinale |                                                             |
| 2. liga 1999/00      | 7. Platz        | 108:126  | 41     | Halbfinale    |                                                             |
| 2. liga 2000/01      | 14. Platz       | 105:114  | 36     | -             |                                                             |
| 2. liga 2001/02      | 11. Platz       | 85:115   | 40     | -             |                                                             |
| 2. liga 2002/03      | 6. Platz        | 113:97   | 54     | Viertelfinale |                                                             |
| 2. liga 2003/04      | 7. Platz        | 104:115  | 46     | Achtelfinale  |                                                             |
| 2. liga 2004/05      | 4. Platz        | 121:112  | 55     | Achtelfinale  |                                                             |
| 2. liga 2005/06      | 6. Platz        | 106:112  | 61     | Achtelfinale  |                                                             |
| 2. liga 2006/07      | 4. Platz        | 149:133  | 73     | Achtelfinale  |                                                             |
| 2. liga 2007/08      | 5. Platz        | 130:96   | 60     | Achtelfinale  |                                                             |
| 2. liga 2008/09      | 1. Platz (West) | 159:84   | 84     | Halbfinale    | 2. Platz in der 1. Liga-Relegation, Aufstieg in die 1. Liga |
| 1. liga 2009/10      | 9. Platz        | 118:134  | 65     | Achtelfinale  |                                                             |
| 1. liga 2010/11      | 14. Platz       | 108:134  | 56     | -             | Sportlicher Klassenerhalt, Rückzug in die Krajská liga      |
| Krajská liga 2011/12 | 1. Platz (Jk)   | 130:52   | 58     | Meister       | Aufstieg in die 2. Liga                                     |